# 131-es busz (Budapest, 1977–1979)
A budapesti 131-es jelzésű autóbusz az Örs vezér tere és a Füredi utca között közlekedett körforgalomban. A Füredi utcát és a Vezér utcát érintve érte el a Zsálya utcát, majd a Csertő utcán és a Füredi utcán tért vissza az Örs vezér terére. A viszonylatot a Budapesti Közlekedési Vállalat üzemeltette.

## Története
A frissen felépült Füredi utcai lakótelep első ütemének kiszolgálására először a 31B jelzésű buszjárat indult el 1970. december 15-én. Az Örs vezér terétől a Csertő utcáig közlekedett, melyet a Vezér utca felől ért el, majd a Füredi utcán tért vissza az Örs vezér terére. 1977. január 1-jén a 131-es jelzést kapta. 1979. augusztus 26-án megszűnt, a 131-es és 133-as buszok forgalmát a 81-es trolibusz vette át, mely a Füredi utca és a Vezér utca helyett a Szentmihályi úton közlekedett.

## Útvonala
| Örs vezér tere → Füredi utca → Zsálya utca → Örs vezér tere                                                                |
| --- |
| Örs vezér tere vá. – Füredi utca – Vezér utca – Tihany utca – Zsálya utca – Csertő utca – Füredi utca – Örs vezér tere vá. |

## Megállóhelyei
| 0  | Örs vezér tere végállomás | |
| 2  | Füredi utca 7.            | 130, 133 |
| 3  | Vezér utca                | 130, 133 64 |
| 4  | Tihamér utca              | 64 |
| 5  | Fogarasi út               | 80 64 |
| 6  | Zsálya utca               | 80 |
| 8  | Csertő utca               | 80 |
| 10 | Vezér utca                | 130, 133 64 |
| 11 | Füredi utca 32.           | 130, 133 |
| 12 | Örs vezér tere végállomás | Gödöllői és csömöri HÉV 31, 32, 32, 44, 44A, 45, 46, 61, 61E, 67, 76, 85, 85A, 85, 100, 130, 132, 133, 144, 145 13, 62 |